# Protoceras
Genre
Espèces de rang inférieur
- †P. celer Marsh, 1891 (espèce type)
- Autres espèces : Voir paragraphe #Espèces

Protoceras (« premières cornes ») est un genre fossile de mammifères ongulés de la famille des Protoceratidae, endémique d'Amérique du Nord. Il a vécu de l'Oligocène au Miocène inférieur entre 33,3 et 16,0 Ma, existant pendant environ 17 millions d'années.

## Classification
Le genre Protoceras est décrit en 1891 par le paléontologue américain Othniel Charles Marsh (1831-1899),.

### Espèce type
Selon Paleobiology Database en 2023, l'espèce type est †P. celer Marsh 1891.

### Sous-famille
Selon Paleobiology Database en 2023, le genre Protoceras est classé dans la sous-famille des Protoceratinae,,,,.

### Fossiles
Selon Paleobiology Database en 2023, le nombre de collections de fossiles référencées est de treize, toutes en Amérique du Nord, au Canada et aux États-Unis.

## Espèces
Selon Paleobiology Database en 2023, le nombre d'espèces référencées est de cinq :
- †P. celer Marsh 1891 (espèce type)
- †P. comptus Marsh 1894
- †P. nasutus Marsh 1897
- †P. neatodelpha Patton & Taylor 1973
- †P. skinneri Patton & Taylor 1973[2].

## Morphologie
Protoceras mesurait 1 m de long et ressemblait à un cerf par sa forme corporelle. Comme d'autres Protoceratidae, il portait trois paires de cornes émoussées sur le crâne, probablement recouvertes de peau, un peu comme les ossicônes d'une girafe. Protoceras était sexuellement dimorphe : les femelles n'avaient qu'une seule paire de cornes, à l'arrière du crâne, qui était plus courte que la même paire chez les mâles. Les mâles utilisaient probablement ces cornes pour se montrer, impressionner les femelles ou intimider leurs rivaux. L’orientation des cornes suggère que les mâles les présentaient latéralement plutôt que frontalement.
Protoceras est l'un des Protoceratidae les plus anciens et les plus primitifs, possédant toujours des incisives supérieures et quatre orteils fonctionnels (les genres ultérieurs n'ont que deux orteils fonctionnels et sabotés). Il vivait dans les déserts de l'Oligocène supérieur, aux côtés de l'oréodonte Leptauchenia.

## Galerie

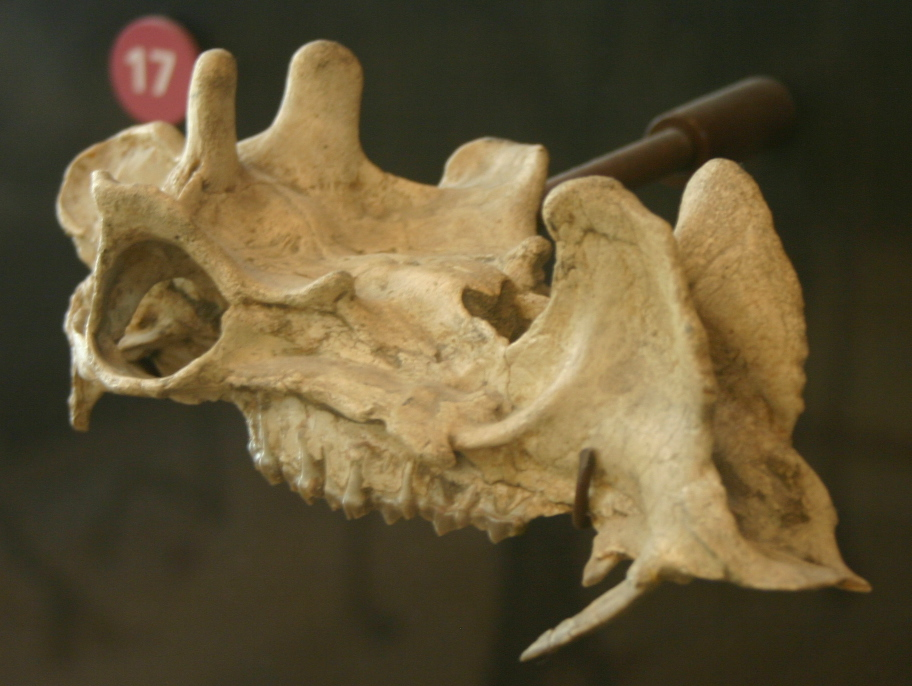
Crâne de Protoceras celer mâle.
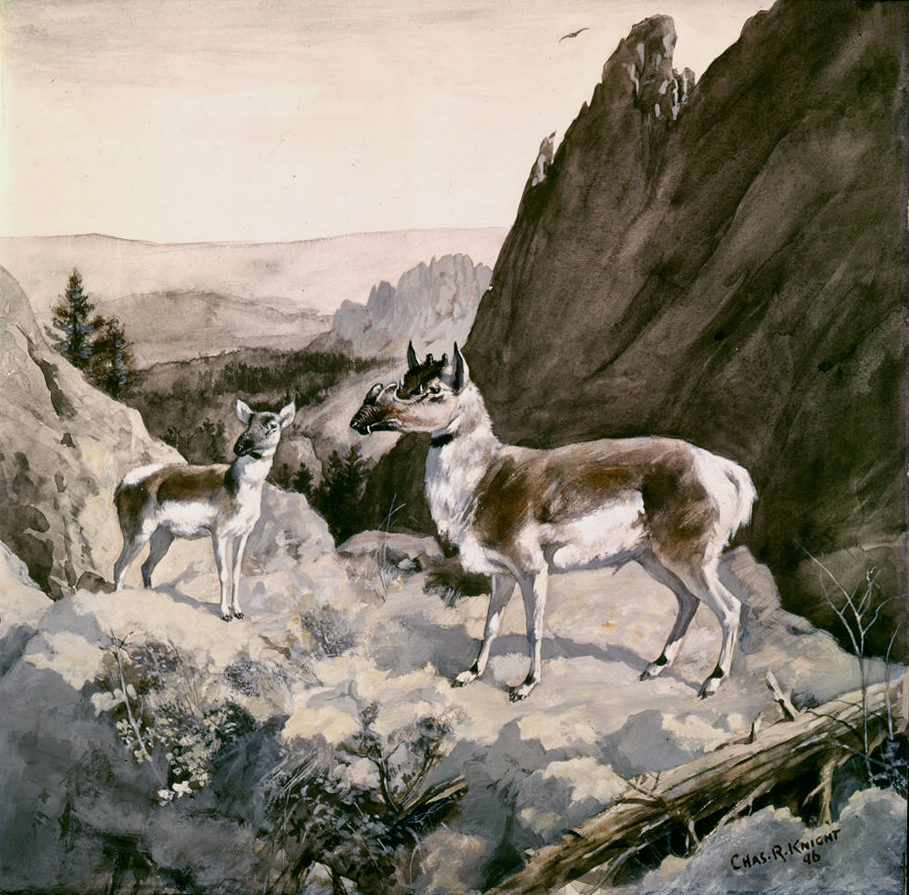
Restauration d'un mâle et d'une femelle par Charles R. Knight.
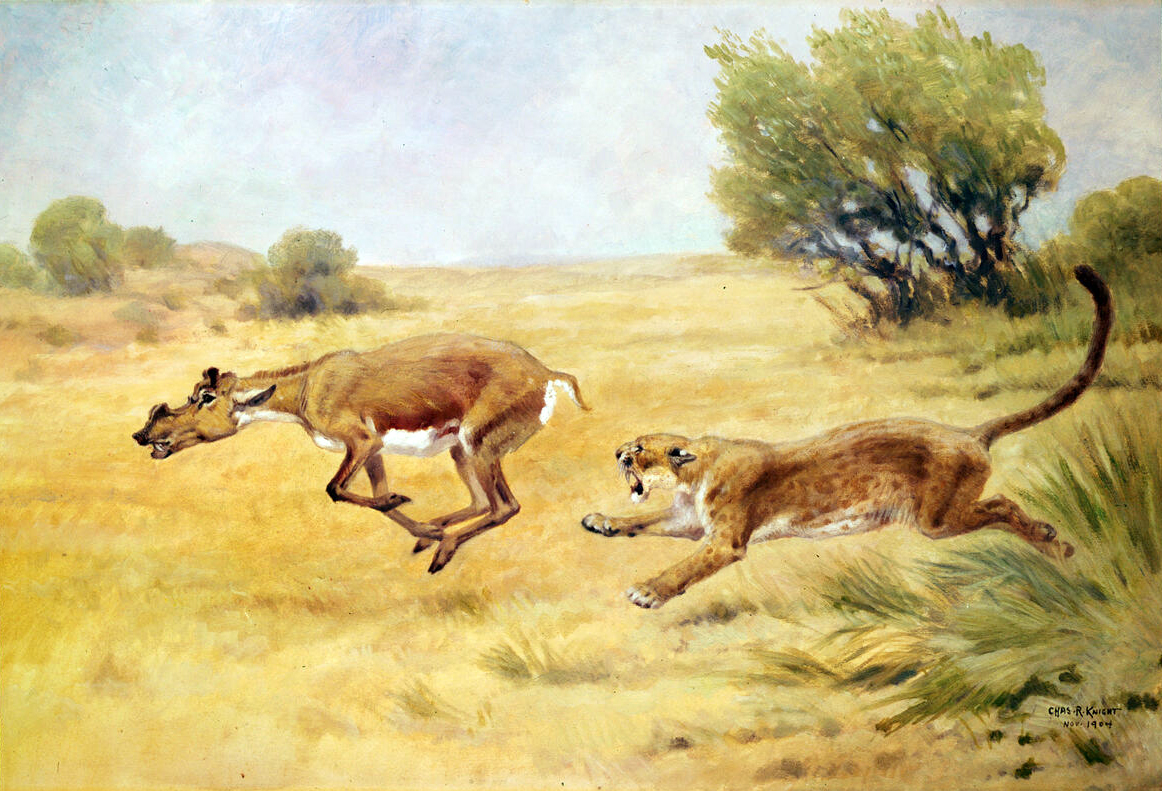
Reconstition de Protoceras poursuivi par Dinictis.
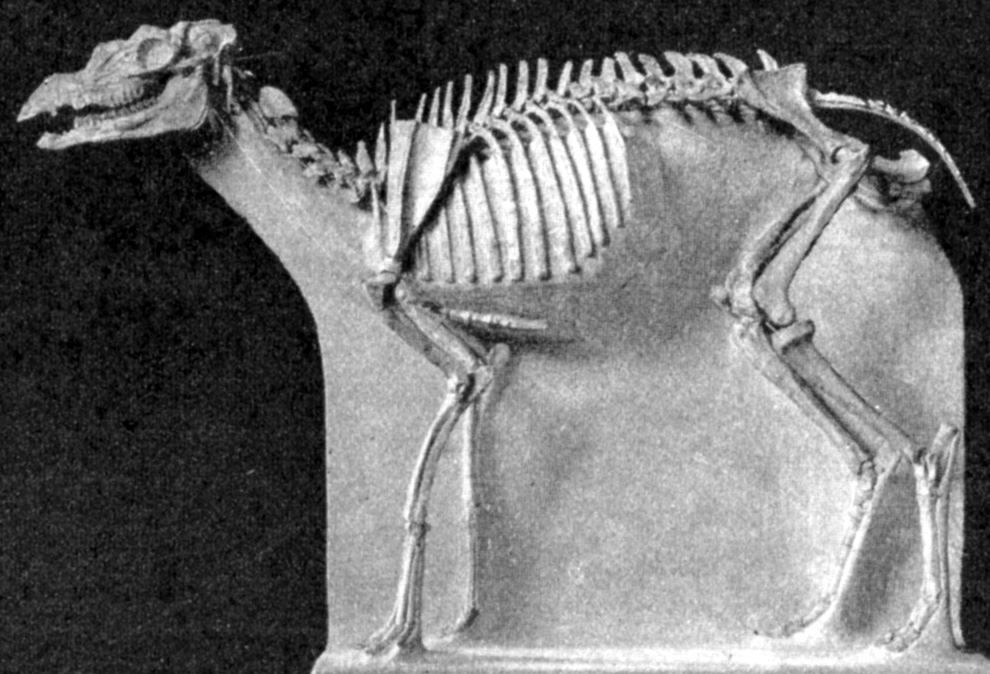
Squelette complet de Protoceras celer.

### Publication originale
- [1891] (en) Othniel Charles Marsh, « A horned artiodactyle (Protoceras celer) from the Miocene », The American Journal of Science and Arts, vol. series 3 41, no 241,‎ 1891, p. 81-82.